# Bidermajer
Bidermajer (njem. Biedermeier i Bidermaier) je naziv stilskog razdoblja u srednjoeuropskoj umjetnosti između 1815. i 1848. godine. To je stil skromnoga građanskog ambijenta.

## Etimologija
Bidermaier je kombinacija dvaju prezimena Biedermann i Bummelmaier; naziv koji je 1848. godine V. Scheller nadjenuo dvojici malograđana.